# SparkofPhoenix
SparkofPhoenix (bürgerlich Dennis, * 17. September 1993) ist ein deutscher Webvideoproduzent, dessen Videos auf einem YouTube-Kanal veröffentlicht werden. Die Videos beziehen sich auf das Videospiel Minecraft. Er streamt zudem auf der Live-Streaming-Plattform Twitch. Inzwischen ist er auch Autor von acht Büchern für die jüngere Zielgruppe.

## Persönliches
Über seine Person ist wenig nachweislich bekannt. Sein Vorname lautet Dennis und er wohnt in einem Zweipersonenhaushalt in der Schweiz. Außerdem hat SparkofPhoenix Informatik studiert.

## YouTube
SparkofPhoenix registrierte sich am 25. Juli 2010 bei YouTube. Zunächst ausschließlich zur Nutzung der Kommentarfunktion, ohne Videos zu veröffentlichen. Laut eigener Aussage empfindet er die Figur des Phönix als sehr faszinierend, musste allerdings feststellen, dass der Nutzername „Phoenix“ bereits vergeben war. Somit entschied er sich für die Wortkombination „SparkofPhoenix“. Sein erstes Video auf diesem Kanal ist nicht mehr öffentlich zugänglich. Seine ersten Videos enthalten keinen gesprochenen Kommentar. Erst in späteren Veröffentlichungen ist seine Stimme zu hören.
Die veröffentlichten Videoaufnahmen beschränken sich auf das Spielen von Videospielen. Er hat sich dabei auf Minecraft spezialisiert.
Mit Stand August 2023 hatte SparkofPhoenix ca. 1,37 Millionen Abonnenten und 8.121 Videos in das Internet gestellt. Sein YouTube-Kanal hatte über insgesamt 645 Millionen Aufrufe (Stand vom 31. März 2023).

## Twitch
Auf Twitch hat SparkofPhoenix aktuell rund 736.000 Follower, die Anzahl seiner bezahlenden Abonnenten (Subscriber) veröffentlicht er jedoch nicht (Stand 20. Mai 2025). Seine Livestreams fokussieren sich wie auch seine YouTube-Aktivitäten auf das Spielen von Minecraft. Er ist seit der Staffel 6 auch Teil des Organisations-Teams des Craft-Attack-Event. Dabei handelt es sich um ein jährlich standfindendes privat-organisiertes virtuelles Minecraft-Event, an dem vor allem bekannte deutsche Streamer teilnehmen.

## Publikationen
- 2018: Das ultimative Handbuch für alle Minecrafter: neues Profi-Wissen inkl. Aquatic Update, Fischer Taschenbuch-Verlag, ISBN 978-3-7335-0502-8
- 2019: 200 Dinge in Minecraft, die du noch nicht wusstest: neues Minecraft-Wissen!, Fischer Taschenbuch-Verlag, ISBN  978-3-7335-0335-2[20]
- 2019: Neues Minecraft-Wissen zum Dorf-Update, Fischer New Media, ISBN 978-3-7335-0603-2[21]
- 2020: Spark und das Geheimnis der Pillager, Fischer New Media, ISBN  978-3-7335-5008-0[22]
- 2021: 201 Dinge in Minecraft, die du noch nicht wusstest, Fischer New Media, ISBN 978-3-7335-5021-9
- 2021: Spark und die Suche nach dem Netheriterz, Fischer New Media, ISBN 978-3-7335-5020-2[23]
- 2022: Spark und die Entdeckung der Dracheninsel, Fischer New Media, ISBN 978-3-7335-5028-8[10]
- 2024: 202 Dinge in Minecraft, die du noch nicht wusstest, Fischer New Media, ISBN 978-3-7335-0765-7[11]